# Treći robovski rat
Treći robovski rat, također poznat kao Gladijatorski rat ili po Plutarhu Spartakov rat, bio je zadnji u nizu nepovezanih i neuspješnih robovskih pobuna protiv Rimske Republike, općenito poznatih kao Robovski ratovi. Treći robovski rat bio je jedini koji je izravno zaprijetio srcu Rimske republike, Italiji, a još više uzbunjujući za rimski narod zbog uzastopnih uspjeha naglo rastuće vojske pobunjenih robova u borbama protiv rimske vojske između 74. pr. Kr. i 71. pr. Kr. Pobuna je konačno ugušena 71. godine prije Krista usredotočenim naporima vojske pod vodstvom samo jednog časnika, Marka Licinija Krasa, iako je pobuna imala neizravni utjecaj na rimsku politiku u narednim godinama.